# 渦巻 (小説)
『渦巻』（うずまき）は、1913年（大正2年）に発表された渡辺霞亭による日本の小説。名家の家督相続をめぐる紛争（お家騒動）を描いた家庭小説で、『大阪朝日新聞』に連載され、人気を博した。
同作を原作として、1913年に日活向島撮影所と敷島商会がサイレント映画を製作・公開した。その後、1922年（大正11年）に日活向島撮影所が『うずまき』のタイトルで、1932年（昭和7年）に新興キネマが『渦巻』のタイトルで、それぞれリメイクを行った。

## 解説
小説『渦巻』の初出は、渡辺霞亭の勤務先が発行する『大阪朝日新聞』紙上で、1913年（大正2年）に掲載され、翌年まで続いた。連載途中の同年から翌年にかけて、東京の隆文館から『渦巻』上中下続全4冊が刊行されている。テーマとしては「お家騒動」という江戸時代以来のものではあるが（取り換え子という趣向も同様である）、従来の芝居の人物類型を意識しつつもより現実的な人物像を創造する工夫が行われている。また、民法という近代法が大きな役割を果たす点が新しい特徴である。
本作は、連載開始とともにたいへん人気となった。大阪の浪花座で伊井蓉峰・喜多村緑郎らによる上演が行われたほか、「渦巻染」「渦巻人形」をはじめ、渦巻模様の織物・袋物・小間物といった関連商品が発売されたという。
映画化もすぐに企画されている。日活向島撮影所では、人気の女形・立花貞二郎と、人気俳優関根達発が主演して、前篇・後篇に分けられて公開された。1922年、1932年にもリメイクが行われている。
映画『渦巻』『うずまき』は、いずれのヴァージョンも、東京国立近代美術館フィルムセンターに所蔵されていない。
小説『渦巻』は、2009年（平成21年）12月現在、すべて絶版である。青空文庫には収録されていないが、国立国会図書館の「近代デジタルライブラリー」にはデジタル画像で公開されており、閲覧・ダウンロードが可能である。 ⇒ #ビブリオグラフィ

## あらすじ
- 本節出典：[12][13]

京都の大富豪である東大路家は子爵家の分家という名家であるが、当主の昌重には一人娘の数江しかおらず、婿養子（入夫）として大津の旧家出身の高昌を迎える。しかし昌重死後に当主（戸主）となった高昌は放蕩をはじめ、妾として政子を囲う。高昌と数江の間には喜美子という娘が生まれるが、時をほぼ同じくして数江は光子という娘を生み、また政子の従妹である早苗子は金杉哲夫との間に弘という息子を生む。
金杉は法律知識を悪用して東小路家の財産を狙う。金杉と協力した政子は、数江の不貞を高昌に吹き込み、数江を家から追い出すことに成功する。喜美子は数江と引き離され、一時は政子の手許に置かれるが、乳母の兼子が喜美子を守り育てることになる。
東大路家に入り込んだ政子は、自らが産んだ娘である光子を早苗子に預け、代わりに早苗子の子である弘を引き取る。弘を東大路家の家督相続人とすることによって、自身の地位を安泰とするためである（明治民法において、家督相続は男子が優先であった）。政子は弘を自らの子と偽り、それを信じた高昌は弘を庶子として認知し、家督相続人となることを承認した。
その後、政子とその協力者たちの悪事が暴かれる。数江と喜美子の親子は東大路家の本宅に戻る。また、取り換えに巻き込まれた弘と光子も、数江に引き取られて育てられることになる。

## フィルモグラフィ
- 『渦巻 前篇』 : 監督不明、脚本篠山吟葉、主演立花貞二郎・関根達発、日活向島撮影所、1913年
- 『渦巻 後篇』 : 監督不明、脚本篠山吟葉、主演立花貞二郎・関根達発、日活向島撮影所、1913年
- 『渦巻』 : 監督不明、敷島商会、1913年
- 『うずまき』 : 監督不明、日活向島撮影所、1922年
- 『渦巻』 : 監督印南弘、脚本山内英三、主演森静子、新興キネマ、1932年

## 1913年 日活版
『渦巻』（うずまき）は、1913年（大正2年）製作・公開、日活向島撮影所製作、日活配給による日本のサイレント映画、女性映画である。前篇・後篇に分けて公開された。

### スタッフ・作品データ
- 監督 : 不明
- 脚本 : 篠山吟葉
- 原作 : 渡辺霞亭
- 製作 : 日活向島撮影所
- 上映時間（巻数） : 不明
- フォーマット : 白黒映画 - スタンダードサイズ（1.33:1） - サイレント映画
- 公開日 :  日本 前篇 1913年11月5日 / 後篇 同年11月24日
- 配給 :  日活
- 初回興行 : 浅草・金竜館

### キャスト
- 立花貞二郎
- 関根達発
- 土方勝太郎
- 五月操
- 藤川三之助
- 小森傑

## 1913年 敷島版
『渦巻』（うずまき）は、1913年（大正2年）製作・公開、敷島商会製作・配給による日本のサイレント映画、女性映画である。

### スタッフ・作品データ・キャスト
- 監督・脚本 : 不明
- 原作 : 渡辺霞亭
- 出演 : 不明
- 製作 : 敷島商会
- 上映時間（巻数） : 不明
- フォーマット : 白黒映画 - スタンダードサイズ（1.33:1） - サイレント映画
- 公開日 :  日本 1913年11月15日
- 配給 :  敷島商会
- 初回興行 : 上野・みやこ座

## 1922年版
『うずまき』は、1922年（大正11年）製作・公開、日活向島撮影所製作、日活配給による日本のサイレント映画、女性映画である。

### スタッフ・作品データ・キャスト
- 監督・脚本 : 不明
- 原作 : 渡辺霞亭
- 出演 : 不明
- 製作 : 日活向島撮影所
- 上映時間（巻数） : 不明
- フォーマット : 白黒映画 - スタンダードサイズ（1.33:1） - サイレント映画
- 公開日 :  日本 1922年5月20日
- 配給 :  日活
- 初回興行 : 浅草・三友館

## 1932年版
『渦巻』（うずまき）は、1932年（昭和7年）製作・公開、新興キネマ製作・配給による日本のサイレント映画、女性映画である。

### スタッフ・作品データ
- 監督 : 印南弘
- 脚本 : 山内英三
- 原作 : 渡辺霞亭
- 撮影 : 鷲田誠
- 製作 : 新興キネマ
- 上映時間（巻数） : 12巻
- フォーマット : 白黒映画 - スタンダードサイズ（1.33:1） - サイレント映画
- 公開日 :  日本 1932年11月10日
- 配給 :  新興キネマ
- 初回興行 : 浅草・電気館 / 新宿・帝国館

### キャスト
- 森静子 - 東大路子爵家の一人娘数江
- 由利健次 - 数江の夫高昌
- 草間実 - 数江の従兄東大路真造
- 松本泰輔 - 高昌の友人金杉猛夫
- 泉清子 - 高昌の妾政子
- 水原玲子 - 高昌の妻早苗子
- 歌川八重子 - 東大路家の乳母お兼
- 徳川良子 - 小間使お辰
- 小松峰子 - お陸
- 小島洋々 - 東大路正胤
- 金沢伊都夫 - 政子の子弘
- 渡辺忠行 - 泰彦

## ビブリオグラフィ
国立国会図書館蔵書。
- 『渦巻』上・中・下・続編、渡辺霞亭、隆文館、1913年 - 1914年
- 『新渦巻 光子の巻』、渡辺霞亭、隆文館、1914年
- 『大悲劇名作全集 第8巻』、中央公論社、1934年
- 『うづまき』、渡辺霞亭、清文堂書店、1947年